# 4193 Salanave
4193 Salanave este un asteroid din centura principală, descoperit pe 26 septembrie 1981 de Brian Skiff și Norman Thomas.